# Akodon aliquantulus
Akodon aliquantulus is een zoogdier uit de familie van de Cricetidae. De wetenschappelijke naam van de soort werd voor het eerst geldig gepubliceerd door Díaz, Barquez, Braun & Mares in 1999.